# Латіф-ур Регман
Латіф-ур Регман (1 січня 1929 — 27 лютого 1987) — індійський та пакистанський хокеїст на траві.
Олімпійський чемпіон 1948 року (в складі збірної Індії), срібний призер 1956 року (в складі збірної Пакистану), учасник 1952 року.